# Американски Вирджински острови
Американските Вирджински острови (на английски: United States Virgin Islands) са група острови в Карибско море, които съставляват островна територия на Съединените щати. Географски те са част от архипелага на Вирджинските острови (заедно с Британските Вирджински острови).
Американските Вирджински острови се състоят от три основни острова: Санта Крус, Сейнт Томас и Сейнт Джон, както и множество по-малки острови. Архипелагът има население от 108 612 според преброяването от 2002 г., а площта му е 346,36 km². Столица и най-голям град е Шарлот Амали. Американските Вирджински острови са единствената част от Съединените щати, където превозните средства се движат отляво.

## История
Първоначално обитавани от местни племена, островите са открити от Христофор Колумб на 15 ноември 1493 г. По време на колониалната ера островите са владение последователно на Испания, Обединеното кралство, Нидерландия, Франция, Малтийския орден и Дания. Датчаните постепенно установяват контрол над островите от 1672 до 1733, като основният икономически сектор е производството на захарна тръстика от робски плантации. След прекратяване на робството през 1848 г., островите губят икономическото си значение и се превръщат в тежест за бюджета на Датската корона. Въпреки няколкократните опити от страна на САЩ да закупят островите от началото на XX век, те остават датско владение до 1917, когато са купени от САЩ за 25 милиона щатски долара.

## География
Американските Вирджински острови са група острови, разположени на 67 km източно от Пуерто Рико, от който ги отделя протока Вирджин. Общата им площ е 346,36 km². Състоят се  от над 50 острова, три от които са сравнително големи: Санта Крус (214,66 km²), Сейнт Томас (80,91 km²), на който е разположен административният център град Шарлот Амали и Сейнт Джон (50,79 km²). Общата дължина на бреговата им линия е 235 km. Съставени са предимно от мезокайнозойски варовици, изграждащи малки древни кристалинни и вулканични масиви с максимална височина връх Краун Монтан 474 m.
Климатът е тропически, пасатен, горещ и влажен с два сухи сезона. Годишната сума на валежите е до 1200 mm. Ураганите и земетресенията са често явление. Липсата на реки и езера, както и дълбоките подземни води значително усложняват проблема с водоснабдяването, въпреки голямото количество валежи. Дъждовната вода се събира в специални резервоари. След изграждането на инсталации за обезсоляване този проблем е решен.
Флората и фауната на островите са до голяма степен унищожени от хората. Остатъци от вечнозелени дъждовни гори са запазени главно на остров Сейнт Джон, като 2/3 от територията му е заета от национален парк. На остров Сейнт Томас има леки гори и храсти на мястото на бившите насаждения. Местата на унищожените гори са заети от обширни плантации, в които се отглежда захарна тръстика, тропически плодове и др. Морските води на островите са богати на риба, ракообразни и мекотели.

## Икономика
Основният отрасъл на Американските Вирджински острови е туризмът. Островите се посещават от около 2 милиона души годишно, като основна атракция са плажовете с бял пясък.
Индустриалният сектор се състои от нефтопреработване, текстилна промишленост, електроника, производство на ром, фармацевтика и сглобяване на часовници. На остров Сейнт Кроа се намира една от най-големите рафинерии в света.
Селското стопанство е слабо развито, хранителните продукти са предимно внос.

## Население
Населението е 106 405 (към юли 2010 г.) Годишният спад на населението е 0,06%; Раждаемостта е 11,6 на 1000 души; Смъртността – 7,0 на 1000; Емиграцията – 5,3 на 1000; Средната продължителност на живота е 76 години за мъжете и 82 години за жените; Етническа раса: чернокожи 76%, бели 15,7%, азиатци 1,4%, метиси и други 6,9% (според преброяването от 2010 г.). Латиноамериканците съставляват 17,4% (черните 9,9%, белите 2,2 %): главно пуерториканците 10,3% и доминиканците 5,4%. Езици: английски 74,7%, испански или испански-креолски 16,8%, френски или франко-креолски 6,6%, други 1,9% (преброяване от 2000 г.). Религии: баптисти 42%, католици 34%, епископи 17%, други 7%.

## Политическо устройство
Губернаторът е глава на островната държава, избиран с всеобщо избирателно право за 4-годишен мандат. Сенатът на територията също се избира с общо избирателно право – 15 членове, за двугодишен мандат. Освен това жителите на територията избират и един заместник в Камарата на представителите на САЩ (без право на глас). Жителите на територията нямат право да участват в изборите за президент на САЩ, но могат да участват в първичните избори на кандидати за президент (праймериз) от Демократическата и Републиканската партия на САЩ.